# Don Blankenship
Donald Leon Blankenship (* 14. března 1950 Stopover, Kentucky) je americký manažer a chief executive officer, který byl kandidátem Státoprávní strany na prezidenta Spojených států amerických v roce 2020. V roce 2018 kandidoval do senátu Spojených států amerických za Západní Virginii. Od roku 2000 až do svého odchodu do důchodu v roce 2010 byl předsedou a generálním ředitelem společnosti Massey Energy, do roku 2008 šesté největší uhelné společnosti ve Spojených státech amerických.